# Lostanges
Lostanges é uma comuna francesa na região administrativa da Nova Aquitânia, no departamento de Corrèze. Estende-se por uma área de 9,46 km². Em 2010 a comuna tinha 145 habitantes (densidade: 15,3 hab./km²).